# Veronella
Veronella ist eine nordostitalienische Gemeinde (comune) mit 5144 Einwohnern (Stand 31. Dezember 2023) in der Provinz Verona in Venetien. Die Gemeinde liegt etwa 29 Kilometer ostsüdöstlich von Verona am Collettore Zerpano, einem Seitenkanal des Etsch. Die nordwestliche Grenze bildet der Alpione. Veronella ist Teil der Unione comunale Adige-Guà.

## Geschichte
In der Antike bestand hier eine Befestigung namens Castrum Leonis. 589 wurde die Gegend durch die sogenannte Rotta del Cucca, eine Überschwemmung des Etsch zerstört.

## Wirtschaft
Im Weinbaugebiet Veronellas wird insbesondere der Arcole produziert.